# Kaapse zwaluw
De Kaapse zwaluw (Cecropis cucullata) is een zangvogel uit de familie van de zwaluwen (Hirundinidae).

## Verspreiding en leefgebied
Deze soort broedt van Namibië tot Zimbabwe en Zuid-Afrika en overwintert naar het noorden tot centraal Congo-Kinshasa en Tanzania.

## Status
De grootte van de populatie is niet gekwantificeerd maar de soort wordt omschreven als algemeen in het zuiden van zijn verspreidingsgebied en iets schaarser naar het noorden en westen. Op de Rode lijst van de IUCN heeft deze soort de status niet bedreigd.